# 日比田
日比田（ひびた）は、埼玉県所沢市の大字。郵便番号は、359-0015。

## 地理
所沢市内東部、東所沢駅の北方で関越自動車道所沢インターチェンジの西方向に位置する。北で南永井、東で亀ヶ谷・新郷、南東で東所沢、南で新郷（2ヶ所）松郷、南西で下安松、西で牛沼と接する。新郷は3ヶ所の飛地状になっており、互いに連絡しない。また北西方向の下新井や中富南とは隣接していない。
地区内を国道463号（浦和所沢バイパス）が通っており、南東側の境は一部東川に隣接している。当地区の周りを「新郷」の3つの飛び地が囲んでいる。

### 地価
住宅地の地価は、2015年（平成27年）1月1日の公示地価によれば、日比田字西原393番2の地点で5万7000円/m2となっている。

## 歴史
かつては神奈川県北多摩郡日比田村であった。
- 1878年（明治11年）7月11日 - 郡区町村編制法の神奈川県での施行により、神奈川県北多摩郡日比田村となる。
- 1880年（明治13年）2月7日 - 神奈川県北多摩郡から埼玉県入間郡に移管される[6]。
- 1889年（明治22年）4月1日 - 町村制施行に伴い、坂之下村、城村、南永井村、亀ヶ谷村、日比田村、本郷村が合併し、柳瀬村の大字日比田となる。
- 1955年（昭和30年）4月1日 - 柳瀬村が所沢市・三ヶ島村と合併し、所沢市の大字となる。

### 地名の由来
以下の3つの説がある。
- 多摩郡の農民が開拓し、新しく開墾された田畑を意味する「墾田」が「昆田」となり、「昆」が「日比」に誤読されて日比田になったという説[7]。
- 入間郡大岱（おんた）村と称していたが、本来多摩郡日比田村（現・東京都東村山市）と称していた村が村名を昆田（こんた）と誤り唱えたことから大岱村と混同が生じ、地名が入替わったという説[8]。
- 柴草の土地を意味する日比田に由来するという説[9]。

## 世帯数と人口
2017年（平成29年）9月30日現在の世帯数と人口は以下の通りである。
| 大字   | 世帯数  | 人口  |
| ------ | ------- | ----- |
| 日比田 | 148世帯 | 409人 |

## 小・中学校の学区
市立小・中学校に通う場合の学区（校区）は以下の通り。
| 町丁   | 番・番地 | 小学校             | 中学校             |
| ------ | -------- | ------------------ | ------------------ |
| 日比田 | 全域     | 所沢市立柳瀬小学校 | 所沢市立柳瀬中学校 |

## 交通

### 鉄道
地内に鉄道は敷設されていない。
- 最寄駅として東所沢駅が利用できる。（約1.5 km南）

### バス
所沢市が西武バスに委託して運行している「ところバス」の「向山バス停」が存在する。

### 道路
- 国道463号（浦和所沢バイパス）

交差点
- 「東所沢北入口」交差点
- 「日比田」交差点（歩道橋）

## 施設
- 所沢市東部クリーンセンター[10]
- 所沢欅聖地霊園
- 日比田会館
- 日比田氷川神社[11]
- 薬師堂[11]
- 八雲神社
- 日比田調節池 - 大字新郷と跨る。
- 日比田水路
- VANTECH株式会社本社[12]